# Římskokatolická farnost Nová Ves (u Mladé Vožice)
Římskokatoická farnost Nová Ves je územním společenstvím římských katolíků v rámci táborského vikariátu Českobudějovické diecéze.

## O farnosti

### Historie
Plebánie v Nové Vsi (tehdy Lazicích) je poprvé písemně doložena v roce 1357, kdy byla součástí vltavotýnského děkanátu. Místní farní duchovní správa od té doby existuje bez přerušení.

### Současnost
Farnost je administrována ex currendo z Mladé Vožice.
| Kostel                     | Místo                   | Bohoslužba               | Bohoslužba             | Poznámka        |
| -------------------------- | ----------------------- | ------------------------ | ---------------------- | --------------- |
| Kostel sv. Kateřiny        | Nová Ves u Mladé Vožice | lichá neděle sudá sobota | 11.00 18.00            | farní kostel    |
| Kostel sv. Filipa a Jakuba | Oldřichov               | neslouží se pravidelně   | neslouží se pravidelně | filiální kostel |